# David Astor
Francis David Langhorne Astor, (Londres, Inglaterra 5 de marzo de 1912 Ibidem 7 de diciembre de 2001) fue un editor de periódicos inglés, editor de The Observer en el apogeo de su circulación e influencia, y miembro de la Familia Astor, "los terratenientes de New York".

## Primeros años
David Astor nació en Londres, Inglaterra, el tercer hijo de padres ingleses nacidos en Estados Unidos, Waldorf Astor, segundo vizconde de Astor (1879-1952) y Nancy Witcher Langhorne (1879-1964). Producto de una dinastía empresarial inmensamente rica y criado en la grandeza de una gran finca donde se reunía la élite política e intelectual, mostró sin embargo compasión por los pobres y aquellos que eran víctimas de políticas socioeconómicas destructivas.

## Carrera
En 1936, Astor se incorporó al periódico Yorkshire Post, donde trabajó durante un año antes de incorporarse al periódico de su padre, The Observer, que editaría durante 27 años. Con la edad avanzada de su padre y los altos impuestos a la herencia en Inglaterra, en 1945 David Astor y su hermano transfirieron la propiedad del periódico a una junta directiva. El fideicomiso contenía restricciones para que el periódico no pudiera ser objeto de una adquisición hostil, pero también estipulaba que sus ganancias se destinarían a mejorar el periódico, promover altos estándares periodísticos y requería que una parte de las ganancias se donara a causas benéficas. 